# Dobrova-Polhov Gradec
Dobrova-Polhov Gradec (Duits: Dobrawa-Billichgrätz) is een gemeente in de Sloveense regio Ljubljana. De naam van de gemeente is ontleend aan de twee grotere plaatsen Dobrova en Polhov Gradec. Naast deze beide kernen telt de gemeente een aantal andere kleinere plaatsen.
Dobrova-Polhov Gradec telt 6691 inwoners (2002).

## Woonkernen
Babna Gora, Belica, Brezje pri Dobrovi, Briše pri Polhovem Gradcu, Butajnova, Črni Vrh, Dobrova, Dolenja vas pri Polhovem Gradcu, Draževnik, Dvor pri Polhovem Gradcu, Gabrje, Hrastenice, Hruševo, Komanija, Log pri Polhovem Gradcu, Osredek pri Dobrovi, Planina nad Horjulom, Podreber, Podsmreka, Polhov Gradec, Praproče, Pristava pri Polhovem Gradcu, Razori, Rovt, Selo nad Polhovim Gradcem, Setnica, Setnik, Smolnik, Srednja vas pri Polhovem Gradcu, Srednji Vrh, Šentjošt nad Horjulom, Stranska vas, Šujica

## Bezienswaardigheden
Bij Polhov Gradec ligt de berg Kalvarija, waar reeds vroeg (8e eeuw) een versterkte nederzetting lag. Het later gebouwde kasteel werd voor het eerst geplunderd tijdens de boerenopstand van 1515. Een aardbeving in 1551 verwoestte het kasteel. dat niet meer werd herbouwd.
Borovnica · Brezovica · Dobrepolje · Dobrova-Polhov Gradec · Dol pri Ljubljani · Domžale · Grosuplje · Horjul · Ig · Ivančna Gorica · Kamnik · Komenda · Litija · Ljubljana · Log-Dragomer · Logatec · Lukovica · Medvode · Mengeš · Moravče · Škofljica · Šmartno pri Litiji · Trzin · Velike Lašče · Vodice · Vrhnika